# Taljavuopio
Taljavuopio är en sjö i Kiruna kommun i Lappland och ingår i Torneälvens huvudavrinningsområde. Taljavuopio ligger i Torne och Kalix älvsystem Natura 2000-område. Sjöns area är 0,06 kvadratkilometer och den befinner sig 310 meter över havet.